# Ilan Stavans

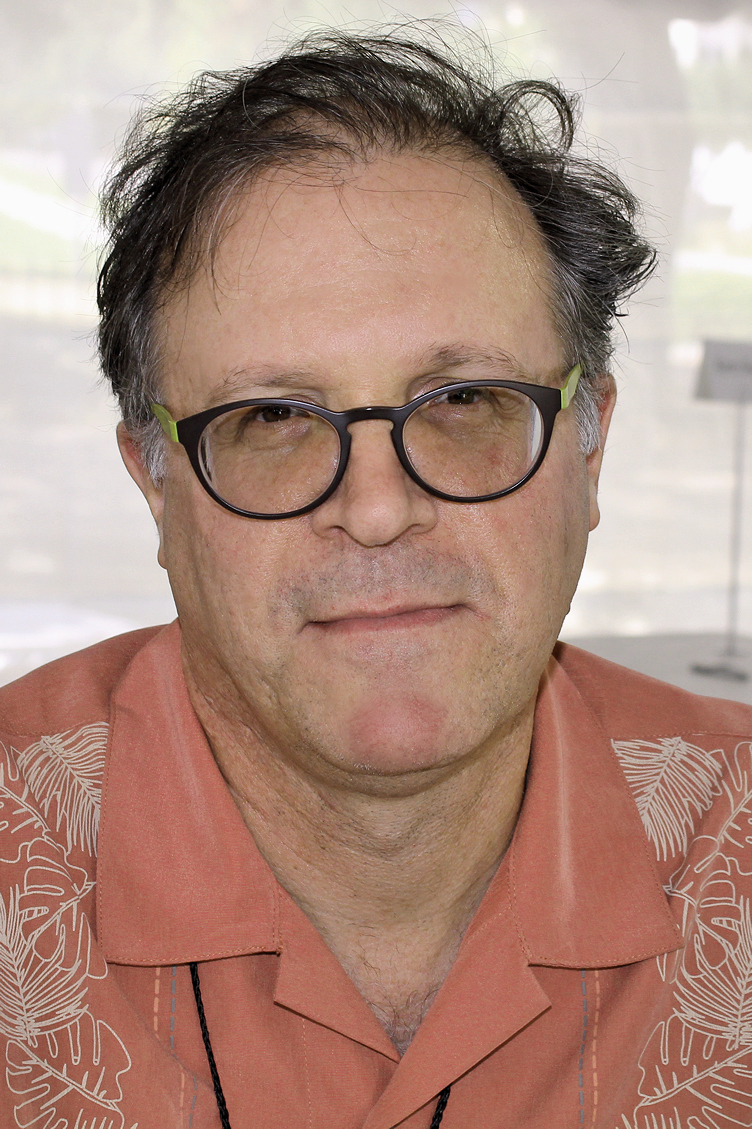
Ilan Stavans (2015)

Ilan Stavans (geb. 7. April 1961 in Mexiko-Stadt als Ilan Stavchansky Slomianski) ist ein mexikanisch-US-amerikanischer Essayist, Kulturkritiker, Journalist, Wörterbuch-Kompilator, Übersetzer und Pädagoge.

## Leben und Werk
Ilan Stavans wurde 1961 in eine osteuropäische jüdische Familie in Mexiko-Stadt (Mexiko) geboren und wuchs in einer familiären Umgebung mit mehreren Sprachen auf. Sein Vater ist der populäre Schauspieler Abraham Stavans, der unter anderem in der mexikanischen Fernsehserie El Chavo del Ocho auftrat. Ilan Stavans lebte in Europa, Lateinamerika und im Nahen Osten. 1985 emigrierte er in die Vereinigten Staaten. Er lebt im Bundesstaat Massachusetts.
Seine akademische Ausbildung erwarb er zunächst an der Universidad Nacional Autonoma de Mexico, der Universidad Autónoma Metropolitana, er erhielt einen Master-Abschluss vom Jewish Theological Seminary in New York City und promovierte 1990 an der Columbia University. Seit 1993 unterrichtet er am Amherst College, dort ist er Lewis-Sebring Professor in Latin American and Latino Culture. Es lehrt auch an der Columbia University und an mehreren anderen Universitäten.
Als Soziolinguist gilt er als Autorität der Spanglish-Forschung und ist bekannt für seine Sprach- und Kulturforschungen über amerikanische, spanische und jüdische Kultur. Seine Leidenschaft für die Lexikographie kommt in seinem autobiographischen Werk Dictionary Days: A Defining Passion (2005) zum Ausdruck.
Von 2001 bis 2006 leitete er für die PBS die nationale Fernsehserie Conversations with Ilan Stavans. 1997 erhielt Stavans ein Guggenheim-Stipendium und hat er mehrere internationale Preise und Auszeichnungen darunter die Medalla Presidencial de Chile, den Premio Rubén Darío und den Latino Literature Prize erhalten.
Er ist Autor zahlreicher Publikationen und arbeitete auch als Herausgeber, wie beispielsweise für zwei Bände der mexikanischen Klassiker-Buchreihe Sepan cuantos oder des Schocken Book of Modern Sephardic Literature, der Norton anthology of Latino literature, des Oxford Book of Jewish Stories oder der Encyclopedia Latina.

## Publikationen (Auswahl)
- The Hispanic Condition: Reflections on Culture and Identity in America. Perennial, 1996
- One-Handed Pianist and Other Stories. University of New Mexico Press, 1996
- (mit Lalo Alcaraz) Latino USA: A Cartoon History. 2000
- The Essential Ilan Stavans. Routledge, USA, 2000
- On Borrowed Words: A Memoir of Language (2001).
- Spanglish: The Making of a New American Language. 2003
- (Hrsg.) The scroll and the cross : 1000 years of Jewish-Hispanic literature. New York, NY [u. a.] : Routledge, 2003
- Dictionary Days: A Defining Passion. (2005)
- A Most Imperfect Union: A Contrarian History of the United States. 2014
- Latinos in the United States (What Everyone Needs to Know). 2018
- Geborgte Worte. Autobiographie. Herausgegeben und aus dem Spanischen und Englischen übersetzt von Verena Dolle. Hentrich & Hentrich Verlag Berlin Leipzig, 2021, ISBN 978-3-95565-450-4.